# 申黎明
申黎明（1964年4月—），中华人民共和国政治人物，河南辉县人，中共河南省委党校研究生学历，在职管理学学士。

## 生平
1985年7月，任河南省司法厅人事处办事员、科员；1990年3月，任河南省司法厅党组秘书；1995年12月，任河南省司法厅政治部副主任；1998年4月，任河南省司法厅政治部主任；2001年1月，任河南省司法厅副厅长、党委委员；2002年7月起历任中共三门峡市委常委、政法委书记；中共河南省纪委常委、省委政法委副书记。
2017年7月，任河南省司法厅党委书记、厅长。
2021年9月，任河南省人大常委会副秘书长。